# Великоновосілківська селищна територіальна громада
Великоновосілківська селищна територіальна громада — територіальна громада в Україні, на території Волноваського району Донецької області. Адміністративний центр — селище Велика Новосілка.
Утворена 17 липня 2020 року.

## Населені пункти
До складу громади входять 8 селищ (Благодатне, Велика Новосілка, Золота Нива, Одрадне, Роздольне, Розлив, Урожайне, Ясна Поляна) та 21 село: Андріївка, Багатир, Времівка, Зелене Поле, Зелений Кут, Костянтинопіль, Макарівка, Нескучне, Новий Комар, Новопіль, Новосілка, Новоукраїнка, Олексіївка, Петропавлівка, Рівнопіль, Слов'янка, Старомайорське, Сторожеве, Улакли, Шахтарське, Шевченко.